# 73e division de fusiliers (1re formation)
Pour les articles homonymes, voir 73e division.
La 73e division de fusiliers (russe : 73-я стрелковая дивизия) est une division d'infanterie de l'Armée rouge au début de la Seconde Guerre mondiale.

## Histoire
La première 73e division de fusiliers de l'Armée rouge est créée en 1930 et dissoute en octobre 1939. La 73e division est recréée en juillet 1940 à Kaliline (aujourd'hui Tver) dans le district militaire de Moscou.
Au déclenchement de l'opération Barbarossa, la division fait partie du 69e corps (en) de la 20e armée, placée en réserve de la Stavka. La 20e armée est envoyée début juillet vers Vitebsk et Orcha pour bloquer la route de Moscou aux Allemands dans le cadre de la bataille de Smolensk. Dès le 15 juillet, la division fait partie des forces encerclées autour d'Orcha, tenant le bord sud de la poche. La division et les restes du 5e corps mécanisé combattent le 17 contre les forces allemandes plus nombreuses de la 12e Panzerdivision et de la 35e division d'infanterie, avant de se replier de quelques kilomètres vers l'intérieur de la poche, par manque des munitions. Les soldats soviétiques font ensuite face aux assauts de la 18e Panzerdivision (initialement soutenue par la 17e Panzerdivision). Fin juillet, la division est sous-effectif n'a plus que 47 canons. La division défend le 27 le flanc gauche de la 20e armée dont les principales unités tentent de reprendre Smolensk par le nord. Le 28 juillet, la 73e division se replie sur ordre de quelques kilomètres, découvrant le flanc de la 152e division de fusiliers de la 16e armée qui se replie à son tour. La contre-attaque menée le lendemain par ces deux divisions et la 46e division de fusiliers est un échec,. Le 3-4 août, la division est exsangue, avec des régiments de fusiliers ne comptant qu'une centaine d'hommes valides et 4 ou 5 mitrailleuses. Elle parvient cependant à échapper à l'encerclement et à rejoindre les lignes du front de l'Ouest.
Le 8 août, la division est renforcée par les rescapés de la 233e division. Son effectif est alors le suivant : 6 947 hommes, 4 062 fusils, 57 mitrailleuses, 14 canons et huit mortiers. Elle participe à l'aube à l'assaut menées par les unités encerclées pour faire la jonction avec les forces amies au niveau de la gare de Dobromino (ru). Après trois jours de combats, les Soviétiques ne parviennent à faire reculer le régiment Grossdeutschland et la division SS Das Reich que de 2 à 5 kilomètres. La bataille continue jusqu'en septembre.
En octobre 1941, la division et la 20e armée sont prises autour de Viazma par le déclenchement de l'opération Typhon, l'assaut allemand vers Moscou. Mise hors de combat dès octobre, la division est dissoute le 27 décembre 1941.
Le 3 janvier 1942, la 470e division de fusiliers prend le nom de 73e division de fusiliers (2e formation).

## Composition
Son ordre de bataille est le suivant :
- 392e régiment de fusiliers
- 413e régiment de fusiliers
- 471e régiment de fusiliers
- 11e régiment d'artillerie
- 148e groupe (divizion) indépendant antichar
- 469e groupe indépendant d'artillerie antiaérienne
- 51e bataillon de reconnaissance
- 25e bataillon de sapeurs
- 78e bataillon indépendant de transmissions
- 68e bataillon médical-sanitaire
- 186e bataillon automobile
- 522e bureau de poste de campagne (en)
- 440e bureau de campagne de la Gosbank.

## Commandant
La division a eu un seul commandant, de juillet 1940 à décembre 1941, le colonel Alexandre Akimov (en) (futur général-lieutenant).